# Чаглин
Чаглин (на хърватски: Čaglin) е село и община в историческата област Славония и част от Пожежко-славонска жупания, Хърватия. 
Според преброяването от 2011 г. има 2723 жители, 96 % от които хървати.